# Greatest (OneTwo-album)
Greatest er et kombineret opsamlings- og videoalbum fra den danske popgruppe OneTwo. Det blev udgivet i 2005. CD'en indeholder sange fra de tre studiealbums som OneTwo nåede at udgive, mens DVD'en indeholder musikvideoer til nogle af gruppens største hits samt optagelse fra liveoptrædener.

## Spor
1. "Billy Boy" - 4:46
2. "Midt I En Drøm" - 4:28
3. "Den Bedste Tid" - 4:57
4. "Smukke Anna" - 4:54
5. "Sket Så Tit" - 4:28
6. "Hvis Du Kom Ud (Nyt Mix)" - 4:06
7. "Hvide Løgne" - 5:59
8. "Jeg Ka' Gi' Hva' Du Vil Ha'" - 4:13
9. "Hold Fast" - 5:28
10. "Getting Better" - 4:43
11. "Last Day" - 4:46
12. "The Wind Whispers You" - 4:44
13. "Si'r Farvel" - 4:48
14. "Hvornår" - 3:57
15. "Det Er Sent Nu" - 4:47
16. "Glemt" - 5:31

## DVD
1. "Billy Boy"
2. "Hvornår"
3. "Midt I En Drøm"
4. "Smukke Anna"
5. "Den Bedste Tid"
6. "Jeg Ka’ Gi’ Hva’ Du Vil Ha’"
7. "Hold Fast"
8. "Hvide Løgne"
9. "Getting Better"
10. "The Wind Wispers You"
11. "Det Er Sent Nu + Sket Så Tit" (Rockshow 1990, Live)
12. "Den Bedste Tid + Hvide Løgne" (Grammy Awardshow 1990, Live)
13. "Midt I En Drøm" (Skanderborg Festival 2004 - 25 Years Anniversary, Live)